# الشناوي
قرية الشناوى هي إحدى القرى التابعة لمركز شربين في محافظة الدقهلية في جمهورية مصر العربية. حسب إحصاءات سنة 2006، بلغ إجمالي السكان في الشناوى 9085 نسمة، منهم 4687 رجل و4398 امرأة.